# Võ Văn Thưởng
Võ Văn Thưởng (Hải Dương, 13 december 1970) is een Vietnamese politicus. Van maart 2023 tot maart 2024 was hij de president van Vietnam.

## Loopbaan
Võ Văn Thưởng was lid van verschillende communistische jeugdorganisaties en werd actief in de communistische partij tijdens zijn studietijd aan de universiteit, waar hij Marxistisch-Leninistische Filosofie studeerde. Hij werd hoofd van de propaganda-afdeling van de communistische partij en bekleedde hoge functies binnen de partijafdelingen van Ho Chi Minhstad en van de provincie Quảng Ngãi. Hij werd lid van het Politbureau als beschermeling van Nguyễn Phú Trọng, de secretaris-generaal van de communistische partij.
In maart 2023 werd Võ Văn Thưởng benoemd tot president van Vietnam. Hij werd door de Nationale Vergadering met 98,38% van de stemmen verkozen en met een leeftijd van 52 jaar de jongste Vietnamese president ooit. Hij volgde Nguyễn Xuân Phúc op, die in januari 2023 plots ontslag had genomen na beschuldigingen van corruptie.
Slechts een jaar na zijn aantreden als president legde Võ Văn Thưởng zijn functie neer. Dit gebeurde onder druk vanuit zijn eigen partij, in het kader van een omvangrijk anti-corruptieonderzoek. Een staatsbezoek van de Nederlandse koning Willem-Alexander, dat in dezelfde week zou plaatsvinden, werd wegens de omstandigheden afgezegd.
Võ Văn Thưởng is getrouwd met Phan Thị Thanh Tâm.